# Exincourt
Exincourt – miejscowość i gmina we Francji, w regionie Burgundia-Franche-Comté, w departamencie Doubs.
Według danych na rok 1990 gminę zamieszkiwało 3445 osób, a gęstość zaludnienia wynosiła 999 osób/km² (wśród 1786 gmin Franche-Comté Exincourt plasuje się na 44. miejscu pod względem liczby ludności, natomiast pod względem powierzchni na miejscu 926.).